# Noguchi Soichi
Noguchi Sōichi (野口 聡一 sinh 15 tháng 4 năm 1965 tại Yokohama, Nhật Bản) là một kĩ sư hàng không vũ trụ người Nhật và một nhà du hành vũ trụ của JAXA. Chuyến bay vào không gian đầu tiên của ông là phi vụ STS-114 vào ngày 26 tháng 7 năm 2005, đánh dấu sự hoạt động trở lại của đội tàu con thoi của Cơ quan Hàng không Vũ trụ Mỹ (NASA) sau thảm họa Phi thuyền con thoi Columbia. Năm 2009, Soichi Noguchi là một trong ba phi hành gia trên con tàu Soyuz TMA-17 vào vũ trụ, tham gia chuyến du hành Expedition 22 đến trạm không gian quốc tế (ISS) và quay lại trái đất ngày 2 tháng 6 năm 2010. Ông là phi hành gia thứ năm của Nhật Bản bay vào không gian và là người thứ 4 bay bằng tàu con thoi.

## Đời tư
Soichi Noguchi sinh năm 1965 tại Yokohama, Kanagawa, Nhật Bản. Ông nhận Chigasaki, Kanagawa, Nhật Bản làm quê hương của mình. Noguchi từng là một hướng đạo sinh Ông đã kết hôn và có ba người con. Sở thích của ông bao gồm đi bộ, bóng rổ, trượt tuyết và cắm trại.

## Học vấn
Noguchi đã tốt nghiệp trường trung học Chigasaki-Hokuryo ở Chigasaki năm 1984 và sau đó theo học đại học Tokyo, lấy bằng cử nhân năm 1989 và bằng thạc sĩ năm 1991, đều thuộc chuyên ngành kỹ thuật hàng không vũ trụ.

## Sự nghiệp kỹ sư

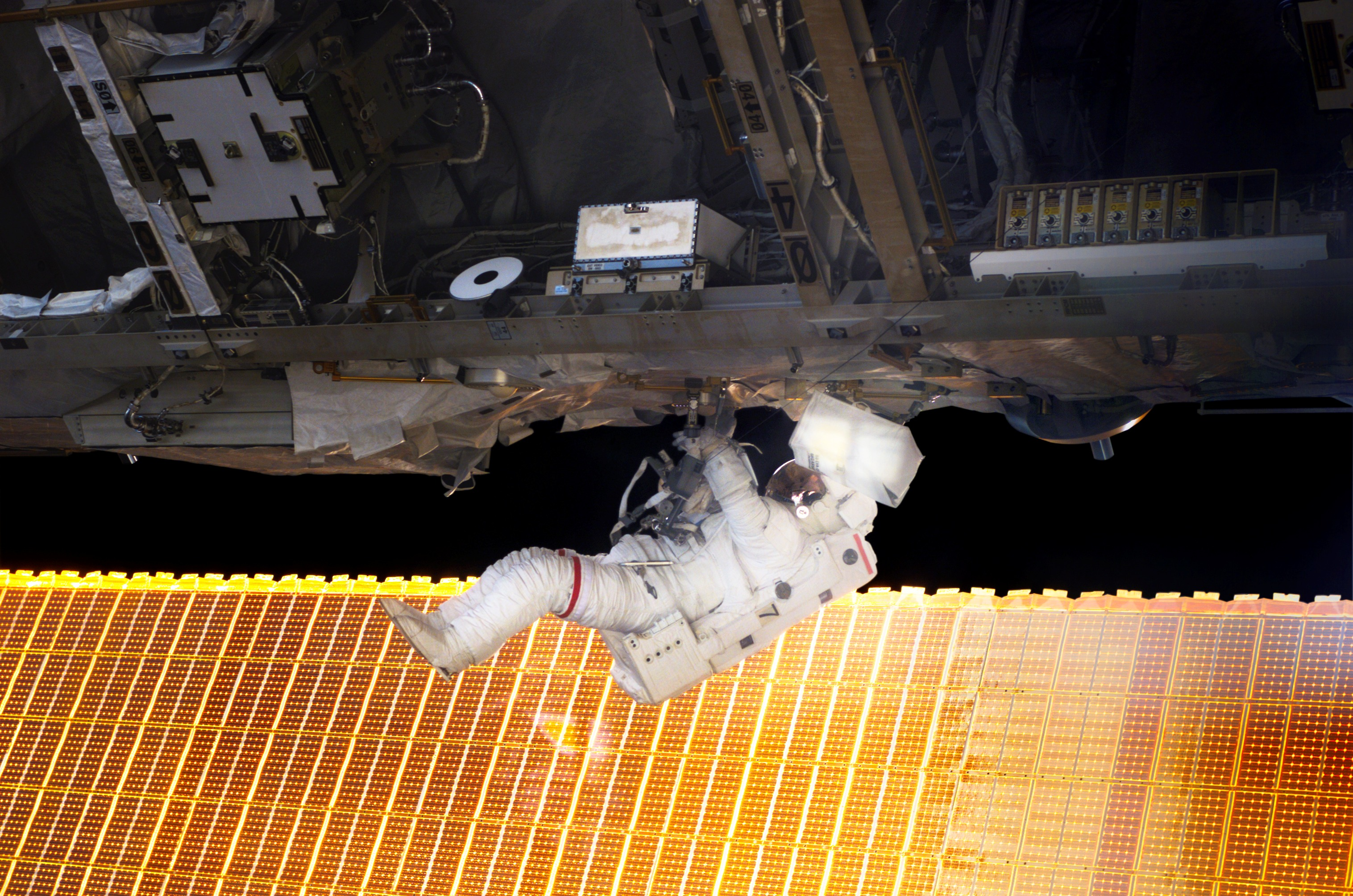
Soichi Noguchi với lần đầu tiên bước ra ngoài không gian.

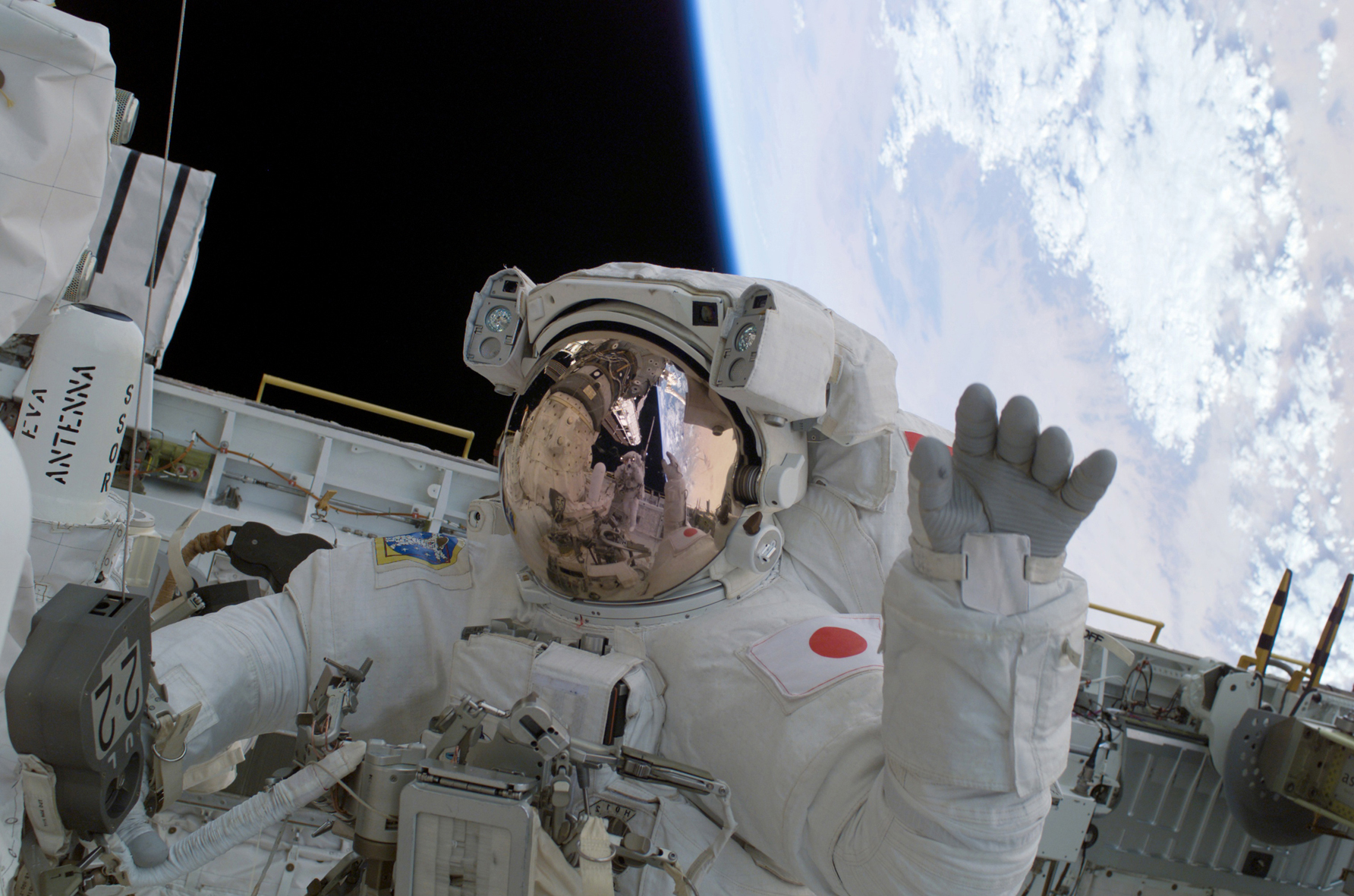
Trong During mission's second spacewalk STS-114 astronaut Soichi Noguchi waves from the Shuttle payload bay.

Sau khi tốt nghiệp, Noguchi đã làm việc cho tập đoàn công nghiệp Ishikawajima-Harima, được bổ nhiệm vào bộ phận nghiên cứu và phát triển Động cơ Phi thuyền và Các hoạt động Không gian. Ông chuyên nghiên cứu thiết kế khí động lực của các động cơ thương mại.

## Sự nghiệp du hành
Noguchi đã được chọn làm ứng cử viên phi hành gia bởi cơ quan Phát triển Không gian Quốc gia Nhật Bản (bây giờ trực thuộc JAXA) vào tháng 6 năm 1996. Tháng 8, 1996, ông đã tới trung tâm không gian Lyndon B. Johnson để tham gia một khóa đào tạo phi hành gia của NASA. Noguchi đã đạt trình độ chuyên gia phi vụ sau hai năm và tiếp tục được đào tạo tại trung tâm đào tạo du hành gia Yuri Gagarin thuộc hệ thống không gian Nga vào năm 1998. Ông đã được phân công hỗ trợ kĩ thuật cho module thí nghiệm Nhật Bản của trạm không gian quốc tế (ISS) và sau đó vào tháng 4 năm 2001, ông tham gia vào phi hành đoàn STS-114 với vai trò chuyên viên phi vụ.
Noguchi đã đến ISS trong khuôn khổ chuyến bay Soyuz TMA-17 vào ngày 20 tháng 12, 22009. Ông đã phục vụ cho Expedition 22 và Expedition 23. Khi ở ngoài vũ trụ, ông đã chụp nhiều bức ảnh về Trái Đất và chia sẻ Lưu trữ ngày 4 tháng 6 năm 2013 tại Wayback Machine trên Twitter. Ông quay lại Địa Cầu ngày 2 tháng 6 năm 2010.